# علی صداقتی خیاط
علی صداقتی خیاط ملقب به «عمو خیاط» متولد ۱۳۲۵ در مشهد، نویسنده، فعال حقوق کودک و جامعه شناس ایرانی است. او سال‌های زیادی را صرف سوادآموزی به کودکان کار و خیابان و بازمانده از تحصیل نموده و مبتکر شیوۀ آموزشی جدید (به نام «هنر خواندن و نوشتن») برای سوادآموزی به کودکان و بزرگسالان بازمانده از تحصیل است.

## زندگی‌نامه
وی دوران تحصیلات مقدماتی خود را در مشهد گذراند، و در رشته‌های جامعه‌شناسی و اقتصاد سیاسی در پاریس ادامه تحصیل داد.
او در سال ۱۳۵۵ ازدواج کرد و سال ۱۳۵۶ به ایران بازگشت.

## فعالیت‌ها
در سال ۱۳۷۱ علی صداقتی خیاط در کسوت نویسنده رمان نخستین خود را به نام «گورگاه» به چاپ رساند و در سال ۱۳۷۴ «حکیم ایاز» را منتشر کرد. (که این رمان پس از کسب مجوز رسمی در سال ۱۳۷۸ با نام «مه‌سوار» از سوی انتشارات آگاه منتشر شد) 
در سال ۱۳۷۶ در کمتر از شش ماه سه زلزله مخرب بجنورد، اردبیل و قاین را لرزاند، صداقتی خیاط در روزهای نخست زلزله خود را به سرعین، حاجی‌آباد و اسفدان رساند. در سال ۱۳۸۱ پس از امداد رسانی و کمک به زلزله‌زدگان آوج قزوین درساختن یک باب راهنمایی شبانه روزی برای دختران که تا آن زمان از ادامه تحصیل محروم بودند، در روستای حصار همکاری کرد. پس از بازگشت از منطقه در قامت یک جامعه‌شناس به بررسی پیامدهای روانی_اجتماعی زلزله پرداخت و سلسله مقالاتی را با عنوان «مقدمه‌ای بر جامعه‌شناسی زلزله» به رشته تحریر در آورد که یکی از آن‌ها در تابستان ۱۳۸۱ و در فصلنامه «رفاه اجتماعی» به چاپ رسید.
در سال ۱۳۸۰ با کودکان کار و خیابان آشنا شد و پس از بررسی رفتارها و شرایط زندگی آنان طرح «اتاق امن ذهن» را مطرح کرد، اتاق امنی که وی معتقد بود این کودکان از آن بی‌بهره‌اند. بنابراین تصمیم گرفت به آنان برای دستیابی به یک «اتاق امن ذهن» کمک کند. (علی صداقتی خیاط در فیلم مستند "اتاق امن" - ساخته ارسلان امیری و آیدا پناهنده در سال ۱۳۸۹- که راجع به کودکان کار و فعالیت‌های وی ساخته شده، در رابطه با طرح اتاق خلوت و امن ذهنی توضیحات کاملی را ارائه می‌دهد) 
او درروزهای جمعه در دروازه غار با همکاری انجمن حمایت از حقوق کودکان کلاس‌های خلاقیت برگزار کرد. در همین کلاس‌ها بود که کودکان و داوطلبان وی را "عمو خیاط" نامیدند.
در سال ۱۳۸۱ کلاس‌های خلاقیت را در خانه کودک شوش و ناصر خسرو نیز تشکیل داد. همچنین در سال ۱۳۸۲ در خانه کودک پامنار؛ کانون فرهنگی_حمایتی کودکان کار و در سال ۱۳۸۳ در جمعیت دفاع از کودکان کار و خیابان، کلاس‌های خلاقیت را برپا نمود.
در سال ۱۳۸۴ نخستین بخش از نوشته‌های کودکان کار و خیابان - که در همان کلاس‌های خلاقیت و توسط خود کودکان به رشته تحریر درآمده بود- را تدوین و تحت عنوان «برج غار» توسط نشر قصه منتشر کرد. همچنین در همین سال کلاس‌های خلاقیت خود را در بنیاد امید مهر تشکیل داد.
در سال ۱۳۸۵ دومین بخش از نوشته‌های کودکان کار و خیابان را تحت عنوان «غار تار» و در سال ۱۳۸۶ سومین بخش از همین نوشته‌ها را با نام «ترس غار» توسط انتشارات ناهید منتشر کرد. همچنین بخش اول از رمان خاکستر را در سومین گاه‌نامه کانون نویسندگان ایران منتشر نمود.
در سال ۱۳۸۷ چهارمین بخش از نوشته‌های کودکان کار و خیابان را با عنوان «زیرگذر» توسط انتشارات ناهید به چاپ رساند.
در سال ۱۳۸۸ چند تن از شرکت کنندگان ۱۴ تا ۲۲ ساله در کلاس‌های خلاقیت وی اعلام کردند حاضر به نوشتن داستان نیستند و می‌خواهند داستان‌هایشان را به صورت شفاهی بیان کنند. این گروه از شرکت کنندگان کسانی بودند که در مقطع اول تا چهارم دبستان ترک تحصیل کرده و برای کمک به مخارج خانواده مشغول کار شده بودند.
بنابراین عمو خیاط به بررسی علل کُند بودن روند سواد آموزی در زبان فارسی و عوامل تشدید کنندهٔ بی‌سوادی پرداخت و در پاسگاه نعمت آباد کلاس‌های سوادآموزی را برای این دسته از کودکان و نوجوانان دایر نمود. او با بررسی، تحقیق و نیز تجربیاتی که در این زمینه کسب کرده بود، روش نوین هنر خواندن و نوشتن در سی جلسه (۱۵ روزه) را طراحی نمود و آن را در سال ۱۳۹۰ منتشر کرد.
وی این شیوه را در جمعیت دفاع از کودکان کار و خیابان، شهرک امید، کانون اصلاح و تربیت، خاک سفید، صباشهر، مولوی، امامزاده حسن، هفت جوب شهریار و... اجرا کرد و بی‌سوادان بسیاری را از موهبت خواندن و نوشتن برخوردار نمود. همچنین با پیگیری و تشویق عمو خیاط بسیاری از این کودکان و نوجوانان به کمک داوطلبان دیگر، دورهٔ راهنمایی و تعدادی نیز دوران دبیرستان را در کمتر از دو سال به پایان رساندند.
در سال ۱۳۹۰ در سالن اجتماعات شهرک امید سمینار هنر خواندن و نوشتن برگزار شد که در این جلسه عمو خیاط و شیوه او معرفی شد و همچنین از کودکان کار و خیابان و کارگران بیسوادی که توانسته بودند در مدت ۱۶ ماه نه تنها باسواد شده بلکه بخشی از آن‌ها با کمک یاوران این برنامه و NGOهای جمعیت دفاع از کودکان کار، بنیاد همدلان کودک، انجمن حامی سوم راهنمایی را امتحان داده و کارنامه قبولی دریافت کرده بودند، تجلیل به عمل آمد.

## آثار این نویسنده
- گَوَرگاه
- مه‌سوار
- برج غار
- غار تار
- ترس غار
- زیرگذر
- سال‌های بی قراری
- خاکستر
- وقتی نهنگ‌ها دیوانه می‌شوند[۷]